# Parque Nacional de Sete Cidades
O parque nacional de Sete Cidades é uma unidade de conservação brasileira de proteção integral da natureza localizada na região norte do estado do Piauí. O território do parque está distribuído pelos municípios de Brasileira e de Piracuruca.

## Localização
O Parque Nacional das Sete Cidades é dividido entre os municípios da Brasileira (26,21%) e Piracuruca (73,77%) no estado do Piauí. Tem uma área de 7.700 hectares. O parque é cercado pela Área de Proteção Ambiental da Serra da Ibiapaba, de 1.592.550 hectares, criada em 1996.

## História
O Parque Nacional das Sete Cidades foi criado pelo decreto 50.744, de 8 de junho de 1961, por Jânio Quadros, então presidente do Brasil. O plano de manejo foi publicado, mas não oficialmente formalizado, em 31 de dezembro de 1978. O decreto 126 de 14 de dezembro de 2010 criou o conselho consultivo.

## Meio Ambiente
O parque contém savanas áridas (florestas de babaçu) e áreas de contato entre savana, savana árida e floresta sazonal, protege uma importante formação geológica e conserva os recursos hídricos em uma região seca. Os principais atrativos geológicos são a atração principal, além de algumas pinturas rupestres e inscrições pré-históricas.